# 竹本南部太夫
竹本 南部太夫（たけもと なんぶたゆう）は、義太夫節の太夫。

## 初代
後の2代目竹本摂津大掾。

## 2代目
（弘化４年（１８４７）8月～明治２９年（１８９５）４月）本名は藤瀬源次または源吉、源助・源介、後に原源治。（注１）
福岡縣怡土郡加布里村の生まれ（注２）、藤瀬兵助の二男。明治初年二代目竹本越路太夫（後の攝津大掾）に入門。同２年因会入会。明治３年５月竹本亀久太夫の名で稲荷文楽芝居で初舞台。大序「御鯛茶屋の段」を勤める。明治８年１月に二代目竹本南部太夫を襲名。時々文楽座を離れ、九州で興行に出座したり、地元弟子を集めて稽古をつけたりした。明治１１年佐賀県小城町で興行した記録がある。（注3）　松島文楽座にも度々出勤した。明治１８年４月に三代目野澤勝市（後の初代喜左衛門）が相三味線となる。（注４）　　同年１０月には、越路太夫らと共に東京猿若町芝居興行に加わる。（注５）　明治２５年５月博多の安楽舎の女義の弟子３人との興行した記録がある。（注６）　明治２９年旧暦３月１２日、福岡県三潴郡大莞村で死去（享年４９）。（注７）、同村大字三八松字野口に墓地が建設される。墓碑には、杵島郡川古（現若木町）の人びとと地元弟子竹本南島太夫（野口恂平）の名前と師匠の越路太夫と同じ定紋（花菱）が刻まれている。
（注１）       藤瀬家文書「他縣出願」（糸島市 伊都国歴史博物館所蔵）、
吉永孝雄旧蔵　五世竹本弥太夫・木谷蓬吟関係資料等目録（近松研究所紀要第八・第九合併号、藤瀬家の菩提寺長栄寺の記録
（注２）       『増補浄瑠璃大系図』等には佐賀県出身とする文献もあるが、地元弟子の記録と糸島の寺院などの資料から、怡土郡加布里村の出身とみる。
（注３）       佐賀県立図書館所蔵「諸興行願届控」明治１１年９月～１１月
（注４）       野澤勝平/佐藤霞子「二代野澤喜左衛門」
（注５）       『竹本攝津大掾』P６５　水谷不倒著作集第八巻
（注６）       福陵新報記事　倉田喜弘著「明治の演芸」５所収　
（注７）       大木町明楽寺記録

## 3代目
（慶応元年9月7日（1865年10月26日） - 大正11年（1922年）10月9日）本名は前田卯之助。
摂津八部郡の生まれ、1885年に2代目竹本長尾太夫の門下で2代目竹本鶴尾太夫を名乗り大阪文楽座で初舞台。1894年に2代目竹本摂津大掾の門下で1899年4月に3代目南部太夫を襲名。美声家で師匠の攝津大掾の影法師と言われた。

## 4代目
（明治28年（1895年）9月7日 - 昭和21年（1946年）9月10日）本名は樋口広太郎。
愛知県名古屋の生まれ、1915年8月に2代目鶴澤寛治郎の門下で寛若、1917年12月23日に3代目竹本越路太夫の門下で初代竹本越名太夫、のちに3代目竹本伊達太夫（のちの6代目竹本土佐太夫）の預かり弟子、1930年5月に4代目南部太夫を襲名。美声家として活躍した。越路太夫の襲名が決まっていたが急逝したため果たせなかった。

## 5代目
（大正5年（1916年）3月26日 - 昭和60年（1985年）8月22日）本名は大盛二郎。
愛知県常滑市の生まれ、大阪市立愛日小学校卒業。1930年12月に4代目南部太夫に入門し、翌年1931年5月に2代目越名太夫の名で御園座「車曳」の杉王丸で初舞台。1936年2月に新義座に入座。1939年に文楽座に復帰。1946年師の死去に伴いに4月に4代目竹本織太夫（後の8代目竹本綱太夫）の門下。1952年1月に四ツ橋文楽座で5代目南部太夫を襲名。1981年7月に切り場語り。美声の太夫として活躍した。
主な受賞に1971年に芸術祭賞 優秀賞、1985年に国立劇場文楽賞 特別賞。